# Neutrón (Marvel Comics)
Quasar es un personaje ficticio, un extraterrestre superhéroe que aparece en los cómics publicados por Marvel Comics.

## Biografía ficticia del personaje
Quasar, o como se lo conocería posteriormente, Neutrón, es miembro de la Guardia Imperial, así como también se sabe poco del origen de sus poderes. Como miembro de la Real Guardia Imperial, Quasar protegió al Emperador D'ken, luchando contra los X-Men que querían rescatar a Lilandra. Allí conoció por primera vez a los terrestres, y salvó a Astra del ataque de Wolverine, derribándolo a golpes. Quasar y sus compañeros hubieran acabado derrotando a los X-Men por ser más, pero los Saqueadores Estelares intervinieron y fueron derrotados.
Cuando Lord Samedar y Ave de Muerte intentaron arrebatar el trono a Lilandra, Quasar, al servicio de Lord Samedar, se le unió para derrocar a la emperatriz. Como parte de las fuerzas de Lord Samedar, Quasar y otros Imperiales traidores se enfrentaron a la Guardia Imperial que continuaba fiel a Lilandra. Entre los fieles estaban algunos como Oráculo, Gladiador y Rayo Estelar. Quasar y sus compañeros hubieran acabado siendo derrotados, pero Lord Samedar activó una bomba, y derrotó así a la Guardia Imperial oponente.
Cuando Lilandra y su hermana se enfrentaron en una guerra civil por el trono Shi'ar, Quasar apoyó a la rebelde, y se desconoció su paradero tras la victoria de la emperatriz Lilandra.
Quasar fue perdonado por Lilandra, al igual que el resto de traidores y cambió su nombre por Neutrón. Después de vagar por la Zona Cuántica, encontró al humano Sergei, la Presencia. Juntos trazaron un plan para escapar de allí. Cuando la Guardia Imperial vino a la Tierra para rescatarlo, le convencieron de que abandonara su inútil venganza, y ayudaron a Neutrón con Anticuerpo. Después de esto Neutrón luchó junto al resto de la Guardia Imperial contra Ronan el Acusador y su grupo de Inhumanos.
Cuando Cassandra Nova manipuló a Lilandra para que enviara a la Guardia Imperial Shi'ar contra los X-Men, Neutrón formó parte del grupo en el que se encontraba Gladiador y Manta. Los tres estuvieron a punto de atacar a los X-Men, que ya se encontraban debilitados, pero Golpeador y Plutonia les revelaron la manipulación llevada a cabo por Cassandra. El quinteto de guardias imperiales se enfrentó a Mummudrai, pero a penas pudieron ofrecer resistencia y todos cayeron presa de su inmenso poder psíquico.
Tal vez por sus antiguas traiciones o quizá por nuevos actos delictivos Neutrón junto con sus compañeros Húsar, Estrella de Guerra y Telaraña Alada fueron expulsados durante un tiempo de la Guardia exiliándolos a la Tierra. Allí se aliaron con Martillo Estelar, un miembro de la raza D’Bari, para enfrentarse a los X-Men aunque fueron derrotados en una lucha en la que venció a Cable pero fue noqueado por Pícara. 
Gladiador perdonó solo a Neutrón y lo trajo de vuelta para liderarlo junto a Electrón y Oráculo para investigar la desaparición de la población de un asentamiento Shi’ar llamada Eru7. Allí descubrieron que Hacedora había acabado con la vida de 64.000 personas y Oráculo la detuvo usando sus poderes telepáticos.
Neutrón junto a otros miembros se enfrentó al mutante Vulcano que se había convertido en una amenaza para el Imperio Shi’ar. El mutante fue derrotado pero acabó con la vida de muchos guardianes en la batalla.
Tiempo después el mutante logroó conseguir un puesto importante en el Imperio Shi’ar incluso prometiéndose en matrimonio con Ave de Muerte proclamándose emperador. Neutrón fue uno de los miembros de la Guardia convocado por el nuevo emperador para provocar una masacre entre los krees durante la celebración de la boda de Ronan y la princesa Crystal de los Inhumanos. Durante la batalla Neutrón ayudó a secuestrar a Lilandra.
Durante esta guerra, junto con algunos de sus compañeros, fue enviado para ayudar al emperador en su lucha contra Warlock acabando con la huida de éste. Su compañero Viajero fue convocado en otro equipo para seguir un marcador que Magia le había colocado al brujo. Al seguirlo se encontraron en medio de una batalla entre Inhumanos y Guardianes de la Galaxia, a los que pertenece Warlock. Cuando Viajero estuvo listo, Neutrón y el resto de la Guardia huyó del entuerto, aunque Magia fue asesinada en la contienda.
Al final de la guerra, que terminó trágicamente con una explosión que acabó con la vida de Vulcano, Rayo Negro y Lilandra, Neutrón junto con otros Guardianes acudió al entierro de su antigua majestrix y contempló cómo Gladiador acababa haciéndose muy a su propio pesar con el puesto de Majestor del Imperio Shi'ar, por lo que Neutrón y el resto de la Guardia Imperial se puso a sus órdenes.

## Poderes y habilidades
Él posee fuerza sobrehumana y es capaz de levantar setenta toneladas. También posee un alto nivel de durabilidad. Ha demostrado tener la habilidad para desviar la energía de las construcciones de Quasar, a través del contacto físico, debilitándolos lo suficiente como para que su fuerza pueda quebrarlos fácilmente.

## Otras versiones

### MC2
Neutrón aparece con otros miembros de la Guardia Imperial en Last Planet Standing #1 (julio de 2006).

## En otros medios

### Videojuegos
- Neutrón aparece en el videojuego Marvel: Ultimate Alliance, con la voz de James Sie. Él lucha contra los héroes al lado de Husar a bordo de una nave de guerra Shi'ar.